# 半月岩
半月岩，位于中国广东省茂名市信宜市北界镇山口村，为信宜市文物保护单位，类型为近现代重要史迹及代表性建筑，公布时间为2000年6月18日。
半月岩的历史年代为民国。